# 쓰쿠바급 순양전함
쓰쿠바급 순양전함(筑波型巡洋戦艦)은 일본 제국 해군의 순양전함이다. 준공했을 때는 순양전함의 분류 기준이 존재하지 않았기 때문에 처음에는 일등함으로 분류되었으며, 쓰쿠바급 장갑순양함으로도 알려져 있다.

## 개요
쓰쿠바급은 러일 전쟁의 서전인 여순항 봉쇄 작전에서 기뢰에 부딪혀 침몰한 야시마와 하쓰세의 손실을 보충하기 위해 1904년도 임시 군비로 2척의 건조가 승인되었다. 구레 조선소에서 급조되었지만, 러일 전쟁에 맞지 않았고, 1907년 쓰쿠바가 이듬해 1908년에 이코마가 준공되었다. 준공 시는 일등함 (장갑순양함)으로 분류되었지만, 순양전함의 분류가 신설되면서 1912년 8월에 변경되었다. 또한, 건조 당시 최대의 일본산함이었으며, 종전의 함이 장비하고 있던 함수의 충각이 폐지되었다.
일등함 (장갑순양함)이면서 전함과 같은 주포가 장착되어 있었다. 1912년에 순양전함의 분류가 신설되면 일등 순양함에서 변경되었다. 순양전함이라는 것은 전함 급의 화력과 순양함 수준의 속도를 겸비해, 그 대가로 무장과 방어를 희생한 함인데, 쓰쿠바급의 경우는 장갑 방어에 대해서도 당시 전노급 전함에 가까운 물건을 가지고 있었다. 따라서 쓰쿠바급은 오히려 전에 전노급 고속 전함이라고 할만한 존재였다.
쓰쿠바급의 취역 시에는 이미 드레드노트의 전조가 된 ‘드레드노트 (HMS Dreadnought)’가 취역한 이후였으며, 직후에는 이후 세계 최초의 순양전함이 된 ‘인빈서블급 순양전함’ 3척이 취역했기 때문에 쓰쿠바급의 전략적 가치는 떨어졌다. 영국 순양전함은 기존의 장갑순양함을 능가하는 25.5노트의 속도와 1척으로 전노급 전함 2척 분의 화력을 갖춘 강력한 급이었으며, 독일 순양전함 ‘SMS 폰데르탄’의 화력은 280mm 포 8문, 속력 24.8노트, 전노급 전함 수준의 방어력을 겸비하고 있었다.